# 加藤徹 (外野手)
加藤 徹（かとう てつ、1997年10月26日 - ）は、滋賀県大津市出身の元プロ野球選手（外野手）。

## 経歴
大津市立真野中学校卒業後に進学した滋賀県立膳所高等学校時代は投手としてプレー。3年夏、滋賀大会の初戦で大津商相手に6番・投手として先発出場するも、投手としては打ち込まれて1回2/3で降板、打者としては2打数無安打で、結果的に14対3で5回コールド負けを喫した。
高校卒業後は筑波大学体育専門学群に進み、野球部に所属した。大学入学時も投手だったが、のちに外野手に転向した。首都大学野球連盟のリーグ公式戦への出場は3年の春季リーグ戦のみで、2試合に代打で出場してノーヒットだった。それでも野球部ブログの文章に「プロ野球選手志望」を記し、4年生の10月にプロ志望届を提出する。
2020年より始動する独立プロ野球チーム・琉球ブルーオーシャンズのトライアウトに合格し、入団。チームメイトの大城駿斗は筑波大学の同期生で、大城を琉球に誘ったのは加藤である。1年目のシーズン終了後より、自身のYouTubeチャンネルを開設。野球に関するVlogを投稿しており、琉球球団でのトレーニングの様子なども現役の所属選手という立場から発信を続けていた。夫婦YouTuberのナカモトフウフに影響を受け、野球選手兼YouTuberという“デュアルキャリア”での活動を目指す。
2021年8月中旬、琉球球団内で新型コロナウイルス感染症が流行し、活動休止に追い込まれる中、加藤も感染していたことをVlogで明かした。球団に自主退団を申し出、日隈モンテルらとともに9月14日付で自由契約となった。退団後もVlog発信を継続し、社会人になるか野球を続けるかを模索していたが、11月4日、現役引退を決断したことを表明した。

## 詳細情報

### 独立球団での打撃成績
| 年 度     | 球 団     | 試 合 | 打 席 | 打 数 | 得 点 | 安 打 | 二 塁 打 | 三 塁 打 | 本 塁 打 | 塁 打 | 打 点 | 盗 塁 | 盗 塁 死 | 犠 打 | 犠 飛 | 四 球 | 敬 遠 | 死 球 | 三 振 | 併 殺 打 | 打 率 | 出 塁 率 | 長 打 率 | O P S |
| --------- | --------- | ----- | ----- | ----- | ----- | ----- | -------- | -------- | -------- | ----- | ----- | ----- | -------- | ----- | ----- | ----- | ----- | ----- | ----- | -------- | ----- | -------- | -------- | ----- |
| 2021      | 琉球      | 25    | 58    | 51    | -     | 9     | 3        | 0        | 0        | 12    | 7     | 0     | -        | 0     | 3     | 4     | -     | 0     | 15    | -        | .177  | .224     | .235     | .459  |
| 琉球：1年 | 琉球：1年 | 25    | 58    | 51    | -     | 9     | 3        | 0        | 0        | 12    | 7     | 0     | -        | 0     | 3     | 4     | -     | 0     | 15    | -        | .177  | .224     | .235     | .459  |

- 琉球の2020年度成績は非公表

### 背番号
- 32 （2020年 - 2021年9月13日）